# Alegeri legislative în Elveția, 1979
Alegerile Parlamentare au avut loc în Elveția în anul 1979.

## Rezultate
| Partidul                              | Abr. | Locul | %    |
| ------------------------------------- | ---- | ----- | ---- |
| Partidul Social Democrat              | SP   | 51    | 24.4 |
| Partidul Liber Democrat al Elveției   | FDP  | 51    | 24.1 |
| Partidul Creștin Democrat al Elveției | CVP  | 44    | 21.5 |
| Partidul Cetățenilor Elvețieni        | SVP  | 23    | 11.6 |
| Sunetul Independenței                 | LdU  | 8     | 4.1  |
| Partidul Liberal Elvețian             | LPS  | 8     | 2.8  |
| Partidul Poporului Evanghelist        | EVP  | 3     | 2.2  |
| Partidul Muncitoresc Elvețian         | PdA  | 3     | 2.1  |
| Democrații Elvețieni                  | SD   | 3     | 1.9  |
| Organizația Progresivă a Elveției     | POCH | 2     | 1.9  |
| Partidul Verde al Elveției            | GPS  | 1     | 0.6  |
| Partidul Social Creștin               | CSP  | 0     | 0.4  |
| Uniunea Parlamentară Democrată        | EDU  | 0     | 0.3  |
| Altele                                | ---  | 3     | 2.1  |